# Claudia Prietzel
Claudia Prietzel (* 8. September 1958 in Gelsenkirchen-Horst) ist eine deutsche Schauspielerin, Regisseurin und Drehbuchautorin.

## Leben
Nach dem Abitur erwarb sie eine Puppenspielausbildung in Bochum. Von 1978 bis 1980 erhielt sie in London eine Ausbildung zur Schauspielerin, ihre Lehrer waren unter anderem Jacques Lecoq, Yoshi Oida, Sankai Juku und das Theatre du Mouvement. Von 1980 bis 1984 war sie Mitglied der Theatergruppe Three Women. Sie veranstaltete mehrere durch Improvisationstechnik erarbeitete Shows in eigener Regie. Es folgten Tourneen in ganz Europa. Im Jahr 1981 wurde sie mit dem Edinburgher Theaterpreis „Fringe First“ ausgezeichnet. Sie nahm an zwei Shows unter der Regie von Mike Figgis und Hilary Westlake teil.
Three Women wurden vom Arts Council gefördert und waren unter anderem Teil des Programms „Artists in Residence“. Dabei wurden Theaterstücke mit Strafgefangenen und schwer erziehbaren Jugendlichen erarbeitet.
Von 1987 bis 1992 studierte sie an der Deutschen Film- und Fernsehakademie Berlin (DFFB). Seit 1992 arbeitet sie als Regisseurin und Drehbuchautorin. Sie hat diverse Lehraufträge für Schauspiel und Regie und war Mentorin für FilmAfrica!.
Prietzel ist Mitglied im Bundesverband Regie (BVR).

## Filmografie

### Drehbücher
- 1986: Maffels tanzen Tango (mit Peter Henning, D. Müller)
- 1991: Die Blattlaus
- 1992: My Livingroom is a Theatre
- 1995: Kuppke (mit Peter Henning)
- 1999: Nur das Blaue vom Himmel (mit Peter Henning)
- 2000: Keine Macht für Niemand (mit Peter Henning)
- 2001: Der Kuckuck (mit Peter Henning)
- 2001: Liebediener (mit Peter Henning)
- 2004: Milch und Kohle (mit Peter Henning)
- 2006: Wahrheitsliebe (mit Peter Henning)
- 2008: Federleicht (mit Peter Henning)
- 2009: Engelspfeifen, BKM Drehbuchförderung
- 2012: Tatort – Ordnung im Lot (mit Peter Henning)

### Regie (Auswahl)
- 1991: Die Blattlaus
- 1992: My Livingroom is a Theatre
- 1994/95: Wolffs Revier (vier Folgen)
- 1996: Kinder ohne Gnade
- 1997: Kuppke
- 1998: Das vergessene Leben (auch Drehbuchmitarbeit)
- 1999: Schande
- 2001: Nur das Blaue vom Himmel
- 2002: Erste Liebe (auch Drehbuchmitarbeit)
- 2003: Der Puppengräber
- 2005: Tatort – Scheherazade
- 2007: Schattenkinder (Fernsehfilm; auch Drehbuchmitarbeit)
- 2012: Tatort – Ordnung im Lot
- 2016: Tatort – Echolot

## Auszeichnungen
Im Jahr 1999 wurde Claudia Prietzel für den Film Schande mit dem Deutschen Fernsehpreis in der Sparte „Beste Regie Fernsehfilm/Mehrteiler“ ausgezeichnet. Scheherazade bekam 2005 den Deutschen Kamerapreis und Deutscher Fernsehpreis für „Beste Kamera“ Ngo The Chau; Fernsehkrimipreis 2006 „Best Supporting Act“ für Oliver Mommsen.